# Fairfield (Iowa)
Fairfield – miasto w Stanach Zjednoczonych, w stanie Iowa, siedziba hrabstwie Jefferson. W 2000 liczyło 9 509 mieszkańców.
W 1979 roku w Fairfield urodził się Eli Lieb.